# Saïd Mechichi
Ne doit pas être confondu avec Hichem Mechichi.
Saïd Mechichi, né le 3 mai 1961 à Bou Salem, est un avocat, militant des droits de l'homme et homme politique tunisien.
Il est secrétaire d'État auprès du ministre de l'Intérieur de 2011 à 2014, d'abord auprès d'Ali Larayedh (chargé de la Réforme) puis de Lotfi Ben Jeddou (chargé des Affaires régionales et des Collectivités locales).

## Biographie

### Études
Après des études primaires et secondaires à Bou Salem, il s'inscrit à la faculté de droit et des sciences politiques de Tunis, après avoir obtenu son baccalauréat en 1981, et en sort diplômé en 1985. Il obtient un autre diplôme en droit privé en 1987.

### Carrière professionnelle
Mechichi rallie Ettakatol en 1994 et intègre son bureau politique en prenant en charge les questions juridiques. Pendant les élections législatives de 2009, il mène la liste de son parti à Jendouba avant qu'elle ne soit disqualifiée par le régime de Zine el-Abidine Ben Ali.
Entre 1994 et 2000, il est également vice-président de la branche de la Ligue tunisienne des droits de l'homme à Jendouba puis devient son directeur financier. Il rejoint le Conseil national pour les libertés en Tunisie en 2000 et fonde l'Organisation de lutte contre la torture en 2003.
En 2002, Mechichi reçoit le prix Fadhel Ghdamsi pour les droits de l'homme attribué à de jeunes avocats défendant la liberté d'expression et d'opinion. Après la chute du régime de Ben Ali lors de la révolution de 2011, il est élu à l'assemblée constituante puis intègre le gouvernement Hamadi Jebali comme secrétaire d'État à la Réforme, auprès du ministre de l'Intérieur, Ali Larayedh. Une fois Larayedh devenu chef du gouvernement, il est chargé des Affaires régionales et des Collectivités locales auprès de Lotfi Ben Jeddou.